# آبي كونينغهام
آبي كونينغهام (بالإنجليزية: Abe Cunningham)‏ هو طبال وموسيقي أمريكي، ولد في 27 يوليو 1973 في لونغ بيتش في الولايات المتحدة.

## وصلات خارجية
- آبي كونينغهام على موقع IMDb (الإنجليزية)
- آبي كونينغهام على موقع ميوزك برينز (الإنجليزية)
- آبي كونينغهام على موقع أول ميوزيك (الإنجليزية)
- آبي كونينغهام على موقع ديسكوغز (الإنجليزية)
- آبي كونينغهام على موقع قاعدة بيانات الفيلم (الإنجليزية)